# Lanzichenecchi
I lanzichenecchi (dal tedesco Landsknecht, trad. "servo della terra"; AFI: [ˈlantsknɛçt]) erano soldati mercenari di fanteria, arruolati dalle Legioni tedesche del Sacro Romano Impero Germanico, che combatterono tra la fine del XIV secolo e il XVII secolo. Divennero famosi per la loro crudeltà nei confronti dei popoli combattuti nonché per la violenza che mostravano sul nemico. Il loro armamento consisteva in una spada e una lunga picca.
Il termine designava, nella fattispecie, i militari di professione (dopo la Riforma protestante per lo più di fede luterana) reclutati dall'Imperatore soprattutto tra i figli cadetti delle famiglie di piccoli proprietari terrieri. Costoro, infatti, preferivano dedicarsi all'attività militare pur di non diventare servi rurali al servizio dei fratelli primogeniti, che erano gli unici eredi dei beni paterni. Da ciò deriva il loro nome.

## Origine e storia
Il termine deriva dal tedesco Landsknecht, cioè "servo della regione" (Land = terra, patria + Knecht = servitore); non era raro infatti che, con l'indebolirsi dei legami di servitù feudale tipici del periodo rinascimentale, gli appartenenti a quell'umile ceto sociale tentassero la fortuna aggregandosi in compagnie mercenarie, sperando di arricchirsi con la rapina e il saccheggio.

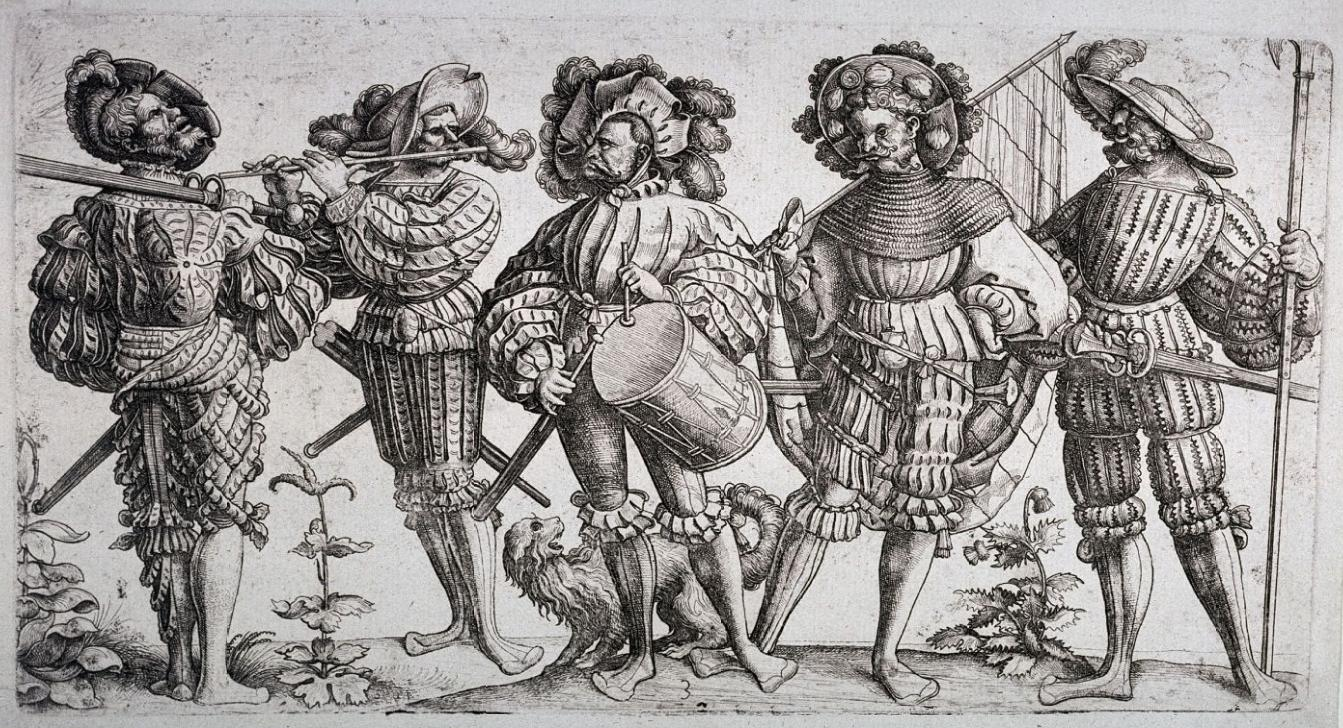
I cinque lanzichenecchi, acquaforte di Daniel Hopfer, ca. 1530.

Furono istituiti da Massimiliano I nel 1487 sul modello dei mercenari svizzeri, di cui diventarono presto feroci antagonisti.
Durante le guerre dei contadini in Germania (1524-25) vennero ingaggiati sia dalla nobiltà sia dalle schiere contadine.
Furono protagonisti delle principali battaglie delle guerre d'Italia, arrivando a superare, nelle battaglie della Bicocca e di Pavia, gli svizzeri, ma si distinsero anche per le efferatezze commesse sui civili durante il sacco di Roma del 1527: inviati dall'imperatore Carlo V, per contrastare una lega di stati italiani (la lega di Cognac) che si erano alleati con la Francia e alla quale aveva aderito anche il papa Clemente VII. I lanzichenecchi, per la maggior parte protestanti, erano esasperati dalla lunga spedizione per la quale non erano stati pagati, e mossi da odio contro la Chiesa Cattolica, si riversarono su Roma, conquistandola e sottoponendola a otto giorni di saccheggi e violenze, che l'imperatore stesso non riuscì a impedire e dalle quali lo stesso papa si salvò a stento.
Durante la loro calata verso Roma nel 1526, guidati da Georg von Frundsberg, vennero affrontati dalle milizie guidate da Giovanni dalle Bande Nere prima di attraversare il Po nel territorio dei Gonzaga.

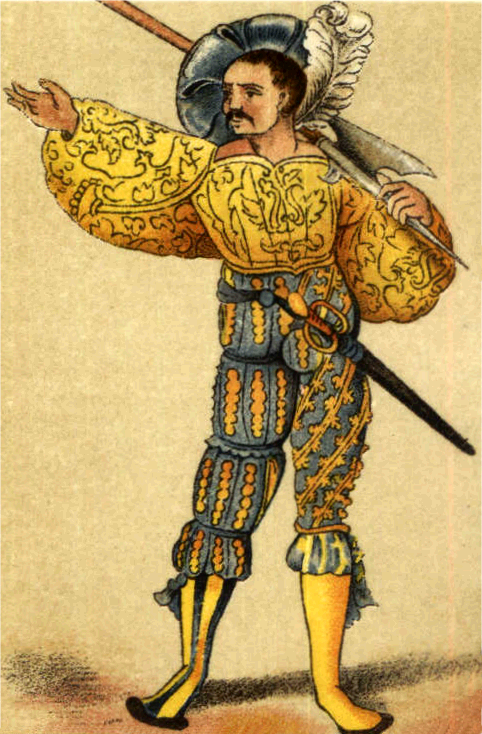
Un caratteristico costume dei lanzichenecchi

Precisamente il Po venne passato a Ostiglia. Da lì il percorso, sino al campo degli imperiali a Piacenza, è stato puntualmente annotato da Francesco Guicciardini: 
(Francesco Guicciardini, Storia d'Italia, libro XVII, cap. 16)
Una rappresentazione di questa fase dell'avanzata dei lanzichenecchi viene data nella pellicola Il mestiere delle armi, di Ermanno Olmi.
Famosa anche la calata su Mantova del 1630, quando Ferdinando II inviò nella città virgiliana ben 36.000 lanzichenecchi. Dopo un lunghissimo assedio gli assediati cedettero. Gli imperiali si ritirarono nel 1631 con un bottino immenso, lasciando solo morte e distruzione. Si calcola che tra la peste e le uccisioni circa 130.000 abitanti del Ducato morirono in questo periodo. I lanzichenecchi compaiono anche nel celebre romanzo di Alessandro Manzoni I promessi sposi (capitoli XXVIII - XXIX - XXX - XXXI).
Una canzone tipica della tradizione dei lanzichenecchi è Unsere liebe Frau, dedicata alla Vergine Maria.

## Arruolamento e lettera di impegno
Il capo lanzichenecco reclutatore, definito di solito con il grado di Colonnello (Oberst), veniva contattato dal committente e incaricava i suoi ufficiali della chiamata alle armi. Questi percorrevano le campagne e le città invitando gli uomini con il miraggio del soldo, del bottino e dell'impresa e dando appuntamento in una località e in un giorno precisi per l'arruolamento definitivo.
Alla base dell'arruolamento c'era l'accettazione di una "lettera di impegno", in cui venivano definiti paga, termini e durata del servizio. Dopo la lettura pubblica della lettera d'impegno davanti ai fanti radunati, i fanti venivano registrati con nome, arma in possesso e soldo pattuito e quindi venivano inquadrati nelle singole compagnie.
Nei primi tempi i termini della lettera venivano concordati tra l'Oberst e i rappresentanti dei fanti, ma con il tempo si usarono lettere sempre più standardizzate, togliendo spazio di trattativa ai fanti comuni. Inoltre, la mensilità del soldo non coincideva con il mese solare ed era argomento di discussioni e ribellioni, tanto che venne sempre più spesso specificata nelle lettere di impegno.

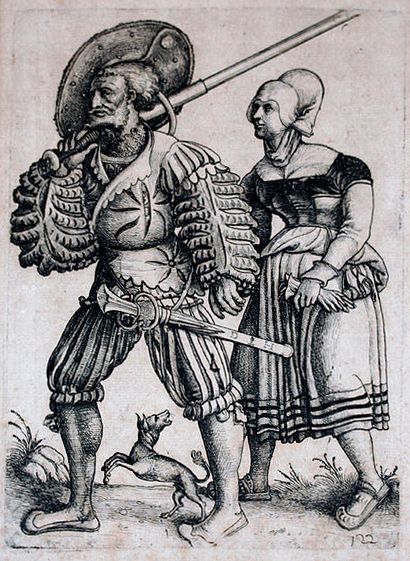
Lanzichenecco con la moglie (una delle cosiddette vivandiere)

L'assemblea dei fanti radunati per l'arruolamento - e quindi dei Lanzichenecchi arruolati - veniva chiamata "Assemblea" (Gemeine), "Unione dei fanti", "Anello" (Ring). I fanti nominavano i propri rappresentanti ("messi") per discutere con il reclutatore tutto quello che riguardava la loro vita e spesso le discussioni erano molto accese: per esempio, a un comandante rispettato come il Frundsberg venne un ictus nel corso di una discussione con i propri fanti e dovette lasciare il comando poco prima del Sacco di Roma del 1527.
Un cenno particolare meritano le "vivandiere": con questo nome venivano indicate le donne che seguivano le unità di lanzichenecchi, occupandosi genericamente della cucina. In alcune unità venivano considerate fra le "vivandiere" anche le prostitute al seguito dei soldati, che erano tollerate, quando non erano addirittura cercate e "inquadrate".

## Soldo e doppio soldo
In base al ruolo coperto e alle armi portate veniva definita la paga, distinta genericamente fra "soldo" e "doppio soldo" (Doppelsöldner): quest'ultimo veniva stabilito in base alle funzioni militari/amministrative o alle armi.
A paragone con il guadagno degli artigiani delle città (attorno a 1,5 fiorini) e soprattutto dei contadini, l'ingaggio del lanzichenecco sembrava promettente. Tuttavia il soldo fissato in quattro fiorini al mese per quasi tutto il XVI secolo (quindi inflazionato) e la scarsa solvibilità dei committenti e del reclutatore fecero diventare sempre più importante il saccheggio e il bottino conseguente.

### Funzioni militari a doppio soldo
Le funzioni militari a doppio soldo erano corrispondenti ai gradi:
- Oberst: il reclutatore a cui i fanti erano legati personalmente dall'accettazione della lettera nel 1540 poteva arrivare a prendere fino a 400 fiorini, contro i 4 del soldo semplice;
- Capitani: erano scelti dall'Oberst e comandavano le singole compagnie della banda lanzichenecca;
- Alfiere: chi portava la bandiera della banda e della compagnia godeva di molta considerazione tra i soldati;
- Sergenti: comandavano i gruppi di soldati in cui la compagnia era divisa.

Inoltre, era presente un Feldwebel (maresciallo) per ogni banda arruolata.

### Funzioni amministrative
Alcune funzioni amministrative riguardavano gli aspetti logistici:
- "Scrivano", figura indispensabile per tutti gli aspetti amministrativi, contabili e di cronaca immediata;
- Quartiermeister, incaricato dell'assegnazione degli alloggi;
- Hurelweiber, addetto alle salmerie;
- Pfenningmeister, addetto alle paghe;
- Feldartz, medico di campo - in realtà più un assistente di sanità che un dottore vero e proprio.

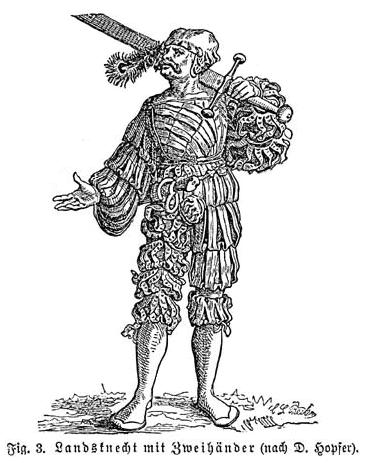
Lanzichenecco con spada a due mani (Zweihänder)

In via eccezionale veniva pagato a doppio soldo anche il "furiere".
Per l'amministrazione della giustizia venivano assegnati altri incarichi a "doppio soldo": lo "Scudalscio" (giudice), il "Prevosto" facente funzioni di polizia militare, il "Carceriere" e i suoi aiutanti, nonché un "Esecutore" che svolgeva il compito di boia. Quest'ultimo era considerato un paria, non godeva di amicizie, mangiava in solitudine e marciava da solo in fondo alla colonna.

### Doppio soldo per le armi
Il doppio soldo veniva anche pagato per le corazze pettorali usate in prima linea (dove maggiore era il rischio per il fante) e per armi particolari come gli spadoni a due mani (Zweihänder) e come gli archibugi, che davano maggior potere offensivo. Questi "doppi mercenari", dal XVII secolo, vennero inquadrati, in ambito giuridico, come Doppelsöldner.
Le altre armi comuni ai lanzichenecchi erano le picche e le alabarde. La spada di uso comune era la Katzbalger, lanzichenetta, di lunghezza poco superiore a una daga e quindi usata agilmente nella mischia finale, quando le armi lunghe come la picca erano inutili. A meno che non avesse incarichi pagati a doppio soldo, chi portava queste armi aveva diritto al soldo semplice.
Altra arma in uso ai Lanzichenecchi era la coltella da guerra (Kriegsmesser), una sorta di grande scimitarra da fante sviluppata nel Regno d'Ungheria e passata in uso alle fanterie dell'Impero.

## Combattimento
Con precedenti storici nella falange macedone e nello schiltron scozzese, anche i lanzichenecchi combattevano in quadrati di fanti emulando i loro rivali contemporanei, gli Svizzeri, senza mai tuttavia raggiungerne le capacità belliche né l'entità delle paghe.
Il combattimento avveniva a contatto fisico con il nemico: avevano grande importanza le prime linee, cioè i fanti dotati di pettorale e quindi di maggior protezione e i fanti armati di alabarde e di Zweihänder, che avevano l'incarico di tagliare le armi ad asta del nemico. Le altre righe del quadrato erano composte dai fanti semplici, armati di picca.
Dal momento in cui il quadrato dei Lanzichenecchi veniva a contatto con il nemico, il combattimento diventava una vera e propria mischia dove il coraggio personale, la forza e la brutalità erano le doti più utili. Tutti gli ufficiali, incluso l'Oberst, combattevano a piedi nel quadrato insieme ai fanti comuni e questo dava qualche possibilità di carriera anche ai soldati che non erano di nobili origini.
Le battaglie più famose a cui parteciparono i lanzichenecchi, sono quella di Marignano (Melegnano, 1515) e della Bicocca (1522), dove i rivali Svizzeri persero la fama di essere imbattibili a causa dell'uso efficace di 3.000 archibugi , oltre a quella di Pavia (1525) e di Calliano (1487). L'impresa maggiormente famosa fu sicuramente il citato Sacco di Roma del 1527.

## Nell'arte

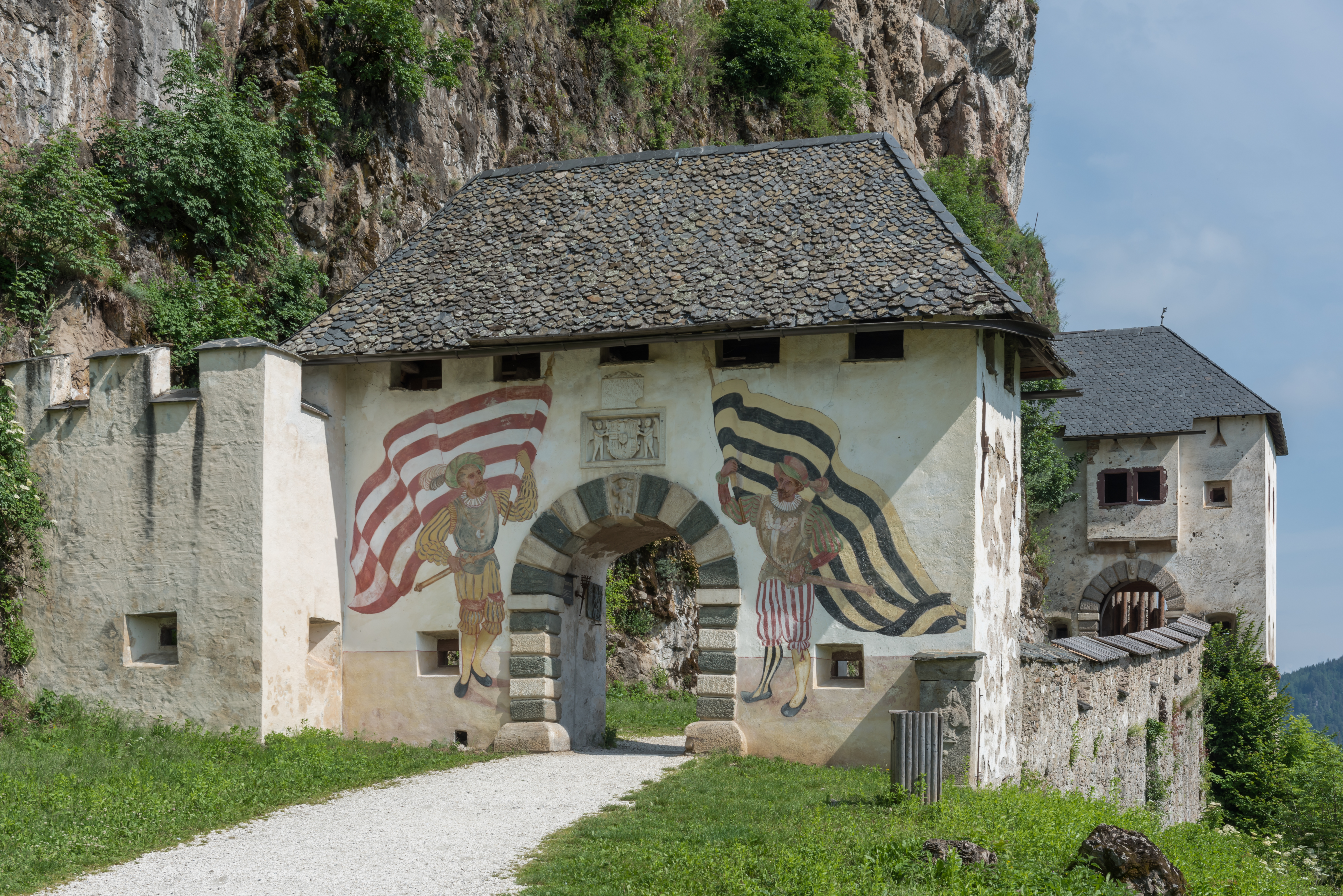
Affresco del portale del Castello di Hochosterwitz

Varie sono le raffigurazioni di Lanzichenecchi nell'arte. Si ricordano, ad esempio, i due lanzichenecchi affrescati sulla prima porta del Castello di Hochosterwitz in Carinzia e il soldato impugnante una spada presente nella Crocifissione del Duomo di Cremona. I Lanzichenecchi, con il comandante Georg von Frundsberg, sono rappresentati anche negli Arazzi della battaglia di Pavia conservati presso il Museo nazionale di Capodimonte a Napoli.
A Firenze la Loggia della Signoria è detta anche "Loggia dei Lanzi" poiché qui stava un corpo di guardia composto da lanzichenecchi.